# Rodoljub Čolaković
Rodoljub Čolaković (cirílico serbio: Родољуб Чолаковић) (Bijeljina, 7 de junio de 1900-Belgrado, 30 de marzo de 1983) fue un activista, político y escritor yugoslavo, primer ministro de la República Socialista de Bosnia y Herzegovina entre 1945 y 1948.
Tuvo un importante peso específico en el Partido Comunista de Yugoslavia, y participó con las Brigadas Internacionales en la guerra civil española y con el Ejército Partisano de Liberación que combatió a los alemanes en los Balcanes en la Segunda Guerra Mundial. Recibió las condecoraciones de la Orden del Héroe del Trabajo Socialista y la Orden de Héroe del Pueblo.

## Biografía
Nació el 7 de junio de 1900 en Bijeljina, en la provincia imperial de Bosnia y Herzegovina (Imperio austrohúngaro), en el seno de una familia adinerada. Estudió la enseñanza primaria, y el primer ciclo de Comercio en Bijeljina y una academia de Comercio de Sarajevo. Luego estudió en la Escuela Superior de Comercio de Zagreb.

### Inicios políticos
Comenzó a relacionarse con la juventud revolucionaria a una edad temprana. Con 19 años, se afilió al Partido Socialdemócrata de Bosnia y Herzegovina, y en 1920 al recién formado Partido Comunista de Yugoslavia. Colaboró con Alija Alijagić, con quien trabajó en la Organización del Partido Comunista, planificando las primeras huelgas.
En diciembre de 1920, el Gobierno del Reino de Yugoslavia prohibió el Partido Comunista de Yugoslavia y comenzó la persecución de comunistas y representantes de los trabajadores en todo el reino. Čolaković, Alijagić y otros jóvenes comunistas fundaron Crvena pravda (Justicia roja), una organización que combatió la persecución a que los comunistas eran sometidos, considerando que la respuesta al terror era el terror, utilizando el terrorismo como un instrumento de lucha. El 21 de julio de 1921, esta organización llevó a cabo el asesinato del ministro del Interior, Milorad Drašković, que había anulado la victoria electoral de los comunistas en Belgrado. El asesinato lo llevó a cabo Alija Alijagić, con la colaboración de Čolaković. Seis personas fueron arrestadas de inmediato, siendo Alijagić condenado a muerte, y Čolaković a 12 años de prisión. Cumplió su condena en Lepoglava, Sremska Mitrovica y Maribor.
Durante su estancía en prisión, tradujo varias obras clásicas del socialismo científico, como El Estado y la revolución, de Vladimir Lenin y, junto a Moša Pijade, el primer volumen de El capital, de Karl Marx. En la cárcel de Maribor coincidió con Josip Broz Tito, con quien colaboró en la coordinación con los comunistas que se encontraban en libertad.

### Activismo internacional
Salió de prisión en octubre de 1932, pero a principios de 1933 se vio obligado a emigrar, debido a la constante vigilancia a que era sometido por la policía, impidiéndole desarrollar sus actividades políticas. Por orden del Comité Central del Partido Comunista se trasladó a la Unión Soviética, ingresando en la Escuela Internacional Lenin de Moscú. Participó en el VII Congreso de la Internacional Comunista, y posteriormente se integró en el comité central, con sede en Viena, colaborando con Vladimir Ćopić en la redacción de Proleter, órgano de expresión del PCY.
A finales de junio de 1936 llegó ilegalmente a Split, donde colaboró en la formación ideológica de los miembros del PCY en Dalmacia. Luego se trasladó a Zagreb, pero la policía lo descubrió y debió volver a Viena. No obstante, volvería en similares condiciones a Eslovenia y Croacia. Ingresó en el Buró Político de la dirección del partido, que fue nombrado en Moscú, y dirigido por Milan Gorkić como secretario general, colaborando en el reclutamiento y envío de voluntarios a España para defender a la II República Española.
Como miembro de la dirección central del PCY, se trasladó en septiembre de 1937 a España para participar en la guerra civil española con los brigadistas yugoslavos. Pero en noviembre Gorkić fue ejecutado durante una purga estalinista y en diciembre Tito, que asumió la dirección del partido, reclamó a Čolaković para tareas organizativas en Yugoslavia. Pasó entonces por una época de alejamiento del Comintern (él era uno de los discípulos de Gorkić), aunque mantuvo siempre la confianza de Tito, y de 1938 a 1941 se alejó de la actividad política, dedicándose a la literatura.

### Guerra de Liberación
En 1941, con la Invasión de Yugoslavia por las Fuerzas del Eje, retornó su actividad en el partido, encargándose del departamento de agitación y propaganda en Serbia. 
Participó activamente en la organización de la sublevación en Serbia y Bosnia y Herzegovina. Tras abandonar el territorio ocupado de Belgrado se trasladó a Šumadija, desde donde participó en la organización de las unidades militares partisanas. En septiembre de 1941 fue nombrado comisario político del Estado Mayor General del Movimiento Popular de Liberación de Bosnia y Herzegovina, y se trasladó al este de Bosnia, donde lideró la lucha armada. En noviembre de 1943, en Jajce, fue elegido Secretario de la Presidencia del Consejo Antifascista de Liberación Nacional de Yugoslavia.

### Carrera política

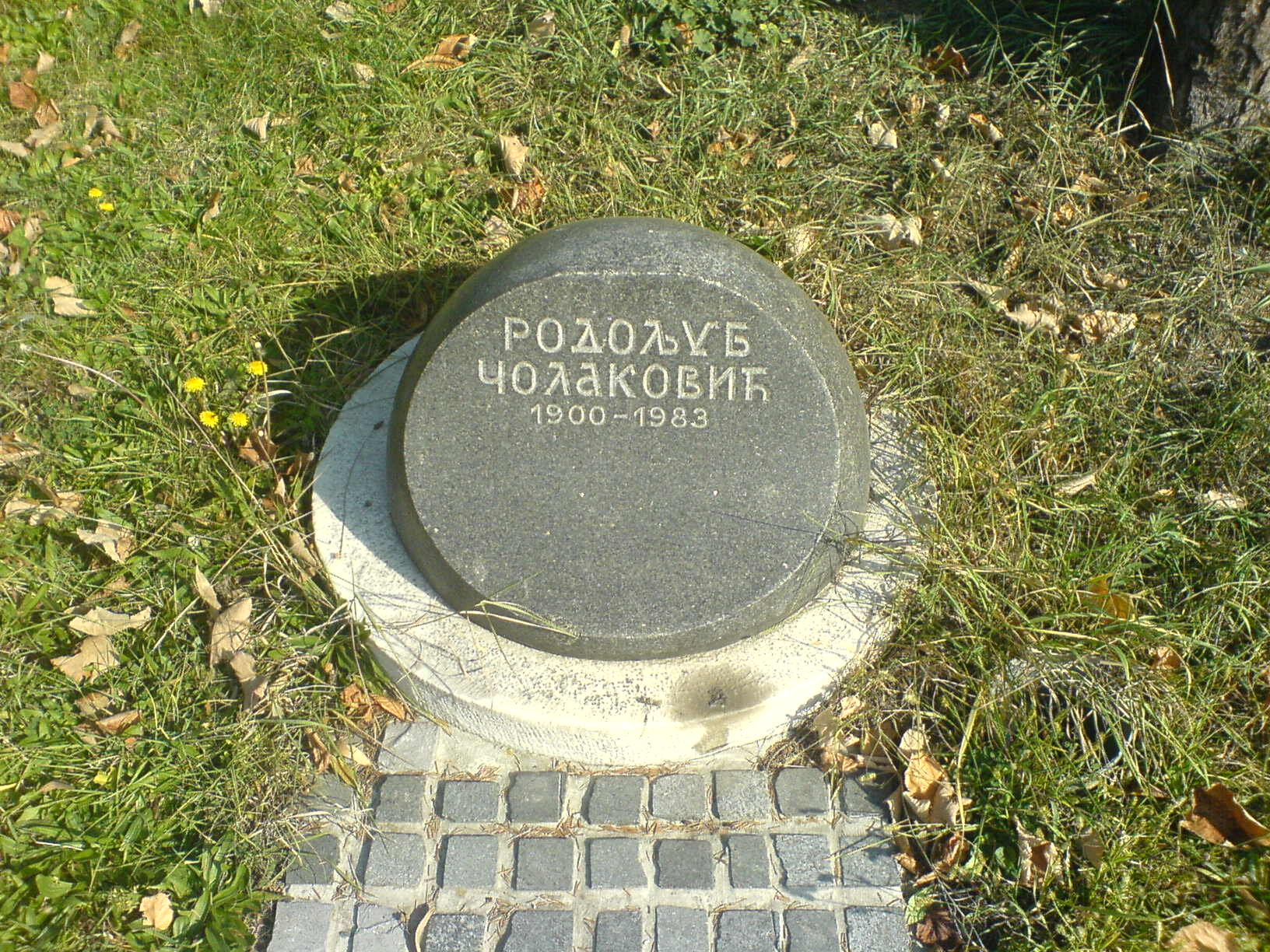
Tumba de Rodoljub Čolaković en el Paseo de los ciudadanos distinguidos del cementerio Novo groblje de Belgrado.

Después de la liberación de Yugoslavia, ocupó cargos de responsabilidad en la vida gubernamental y política de la República Socialista de Bosnia y Herzegovina y la República Federativa Socialista de Yugoslavia. Se desempeñó como:
- Primer primer ministro de la República Socialista de Bosnia y Herzegovina.
- Ministro de Educación del Gobierno de Yugoslavia.
- Vicepresidente del Consejo Federal Ejecutivo.

También fue elegido como miembro del Comité Central de la Liga de los Comunistas de Yugoslavia y de la Liga de los Comunistas de Bosnia y Herzegovina. Murió el 30 de marzo de 1983 en Belgrado, y fue enterrado en el cementerio belgradense de Novo groblje.

## Obra
- „Španija u plamenu“ (España en llamas) - 1937, bajo el seudónimo de P. Vukovic.
- „Kuća oplakana“ (La casa mojada) - 1941, bajo el seudónimo de R. Rudi Bosamac.
- „Zapisi iz oslobodilačkog rata“ (Los registros de la Guerra de Liberación) (cinco volúmenes) - 1946-1955.
- „Susreti i sećanja“ (Encuentros y Recuerdos) - 1959.
- „Kazivanje o jednom pokoljenju“ (La narrativa de una generación) (tres volúmenes) - 1964-1972.
- „Utisci iz Indije“ (Impresiones de la India)